# Märkische Verkehrsgesellschaft

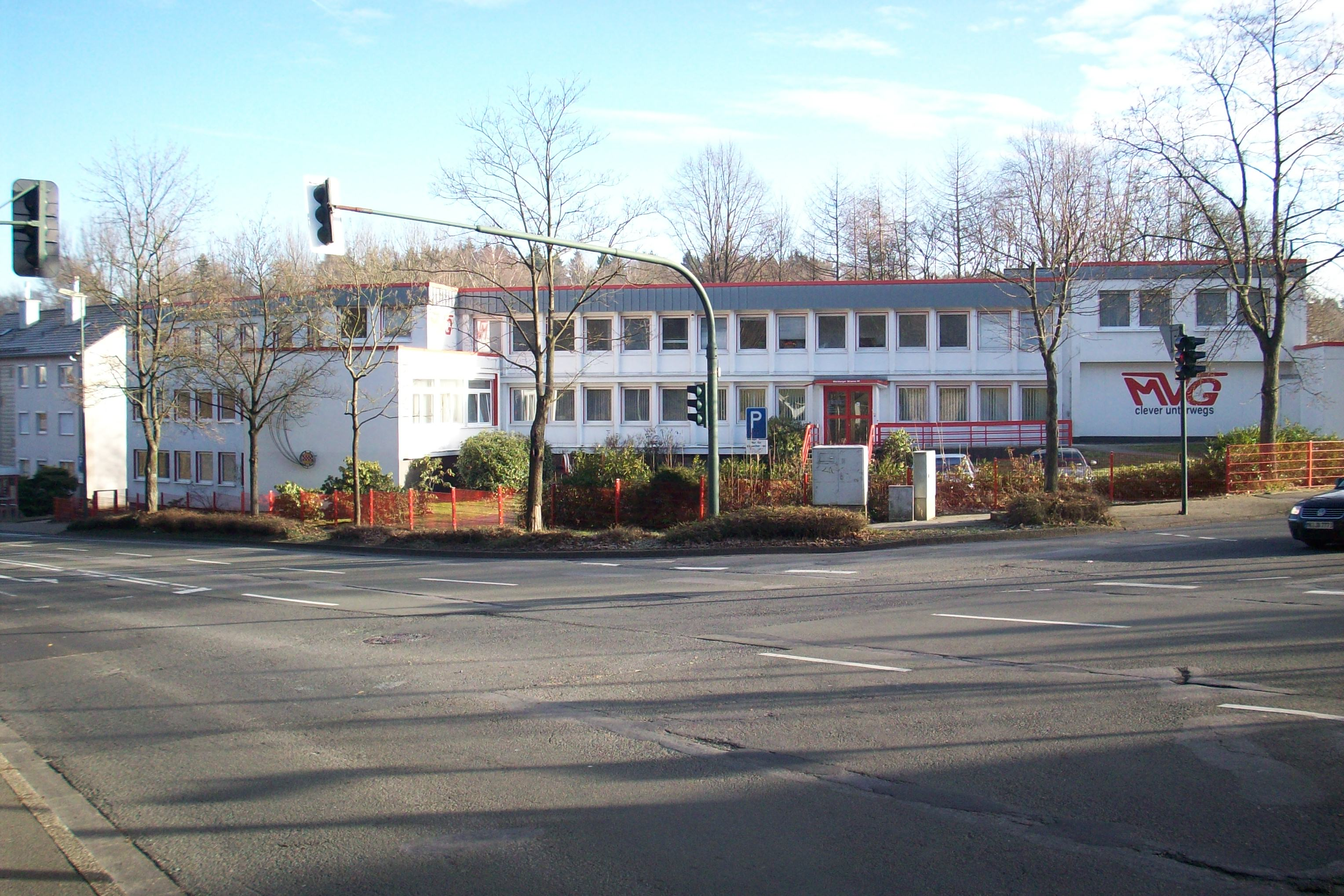

A MVG Märkische Verkehrsgesellschaft GmbH (MVG) (em português MVG Märkische Companhia de Transportes Públicos de Responsabilidade Limitada) é uma empresa de transporte público da Alemanha. 
A MVG opera com mais de cem linhas de autocarro no distrito de Märkischer Kreis, estado de Renânia do Norte-Vestfália. 